# آدونیس آمایا
آدونیس آمایا (انگلیسی: Adonis Amaya؛ زادهٔ ۱۰ نوامبر ۱۹۹۶) بازیکن فوتبال اهل ایالات متحده آمریکا است.
وی همچنین در تیم ملی فوتبال United States U17 بازی کرده‌است.